# لیو آنپای
لیو آنپای (انگلیسی: Liu Anpai؛ زادهٔ ۱۲ فوریهٔ ۱۹۶۶) جودوکار اهل چین بود. وی در بازی‌های المپیک تابستانی ۱۹۸۸ شرکت کرده‌است.